# Сентрал Тауер
Сентрал Тауер, Central Tower (монг. Сэнтрал Тауэр, монг. Төв цамхаг укр. центральна вежа) — хмарочос в Улан-Баторі, Монголія.
Є офісною будівлею першого класу, розташованому в діловому центрі монгольської столиці. В основному призначається для транснаціональних корпорацій та компаній сфери послуг.
Знаходиться на східній стороні площі Чингісхана, поруч з Палацом уряду, Палацом культури та Театром опери та балету.
Перед будівлею знаходиться пам'ятник Марко Поло.